# Deklarace Švédska a Polska roku 1732
Deklarace Švédska a Polska byla sepsána 26. září 1732, až 11 let po mírové smlouvě v Nystadu (1721), což byl skutečný konec severní války. Oficiálně byla tato dohoda mezi Švédskem a Polsko-litevskou unií nazývána „Deklarationen angående vänskapens återställande“ (Deklarace obnovení přátelství). Tato smlouva byla šestým a posledním formálním mírem ve velké severské válce (1700 až 1721).

## Pozadí

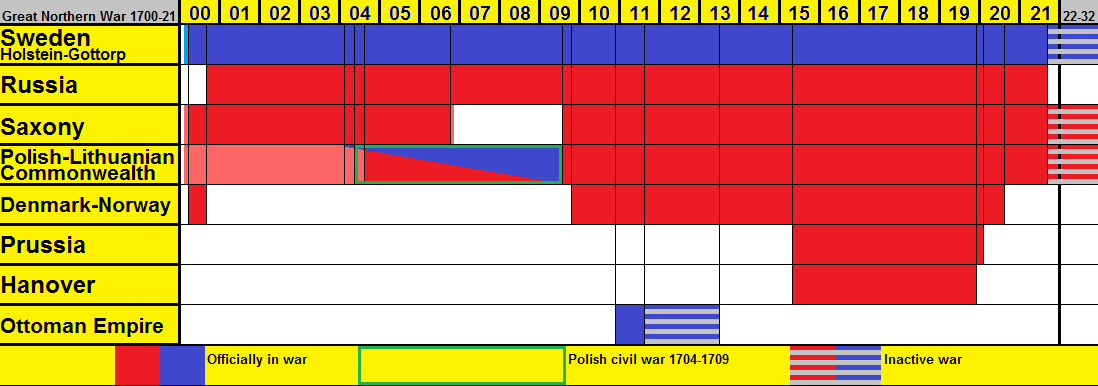
Časová osa států účastnících se velké severní války.

Švédsko uzavřelo s Polskem mír ve Varšavě v roce 1705, ale když Fridrich August I., saský kurfiřt a polský král zbavený moci, získal zpět trůn po švédské porážce u Poltavy (1709), zahájil opět boje.
V mírové smlouvě v Nystadu z roku 1721 si Ruská říše vyhradila právo vyjednávat se Švédskem a Polskem v mírových jednáních, která měla začít pod jeho patronací. Jelikož nebylo v zájmu Švédska i Polska, aby Rusko získávalo vliv v diplomatických jednáních, byla konkrétní jednání ponechána náhodě. Dalším důvodem byla otázka, zda skutečně došlo k válce mezi Švédskem a Polskem po roce 1705, kdy byl podepsán mír ve Varšavě. Přestože se vedly bitvy, nikdy nedošlo k výměně oficiálních prohlášení o válce. 
Švédsko trvalo na tom, že bojovalo jen Sasko a Fridrich August jako saský kurfiřt, který však byl zároveň králem Polska. Polsko tedy předpokládalo, že mezi zeměmi probíhá válka. Od chvíle, kdy Švédsko stáhlo své jednotky z kontinentu, neproběhly žádné další boje mezi švédskými a polskými vojsky. Švédsko mělo při vyrovnání s Polskem také na mysli ekonomické otázky. Švédský král Karel XII. při volbě polského krále podpořil Stanislava Leszczyńského, ale jeho protivník Fridrich August brzy získal korunu zpět. Švédsko se poté zavázalo platit Stanisławovi Leszczyńskému podporu, která začala být vypláceno v roce 1723, a těmto platbám se Švédsko snažilo vyhnout, protože země byla již značně zatížena důsledky války. 
Švédským vyjednavačem byl generálporučík baron Gustaf Zülich a polským kníže Mikolaj Potocki.

## Jednání
Nejprve Švédsko sjednalo podobnou deklaraci se Saskem (v dubnu 1729) a poté obrátilo svou pozornost na Polsko. Švédské vedení však usoudilo, že neexistují důvody spěchat a při jednáních neprojevovat žádnou horlivost. Poláci měli stejný postoj a také velmi komplikovaná zahraniční politika v té době znamenala, že se jednání protahovala. Bylo však dohodnuto, že stejný deklarační model použitý se Saskem by byl dobrý pro obě strany. Navzdory skutečnosti, že nebylo třeba řešit žádné zásadní problémy, jednání se protáhla a Švédsko předložilo svůj první návrh až v prosinci 1729. Spory o přesné znění textu smlouvy znemožnily uzavření jednání.
Sám král Fridrich August nakonec zareagoval na skutečnost, že se jednání vlekly a zdlouhavě pokračovaly a 25. září 1732 se této záležitosti osobně ujal. Svolal jednotlivé vyjednavače, senátory a ministry, kteří se okamžitě začali hádat. August je náhle přerušil a zeptal se polského vyjednavače, zda byla sepsána mírová smlouva. Polský vyjednavač Potocki okamžitě pochopil přání krále a podepisuje. Dne 4. října došlo k výměně prohlášení, sepsaného 26. září 1732. 
Oficiálně to znamenalo konec Velké severské války, ale také konec dlouhého konfliktu o kontrolu nad Pobaltím, který začal již roku 1561, kdy Švédsko získalo kontrolu nad Revalem, dnešním Tallinnem.